# Nuoto ai campionati europei di nuoto 2020 - Staffetta mista 4x100 metri misti
La staffetta 4x100 metri misti mista dei campionati europei di nuoto 2020 si è svolta il 20 maggio 2021 presso la Duna Aréna di Budapest, in Ungheria.

## Podio
| Posizione | Oro                                                                             | Argento                                                                          | Bronzo |
| --------- | ------------------------------------------------------------------------------- | -------------------------------------------------------------------------------- | --- |
| Nazione   | Gran Bretagna                                                                   | Paesi Bassi                                                                      | Italia |
| Atleti    | Kathleen Dawson Adam Peaty James Guy Anna Hopkin Joe Litchfield* Harriet Jones* | Kira Toussaint Arno Kamminga Nyls Korstanje Femke Heemskerk Ranomi Kromowidjojo* | Margherita Panziera Nicolò Martinenghi Elena Di Liddo Alessandro Miressi Simone Sabbioni* Silvia Di Pietro* |

## Record
Prima della manifestazione il record del mondo (RM), il record europeo (EU) e il record dei campionati (RC) erano i seguenti.
|  | 3'38"41 | Cina          | 1º ottobre 2020 Tsingtao |
|  | 3'40"18 | Gran Bretagna | 6 agosto 2018 Glasgow    |
|  | 3'40"18 | Gran Bretagna | 6 agosto 2018 Glasgow    |

Durante la competizione sono stati migliorati i seguenti record.
| Data           | Evento | Nazione       | Tempo   | Record |
| -------------- | ------ | ------------- | ------- | ------ |
| 20 maggio 2021 | Finale | Gran Bretagna | 3'38"82 |        |

## Risultati

### Batterie
Le batterie si sono svolte alle 11:09.
| Class | Gruppo | Corsia | Nazione       | Atleti | Tempo   | Note  |
| ----- | ------ | ------ | ------------- | --- | ------- | ----- |
| 1     | 3      | 8      | Gran Bretagna | Joe Litchfield (53"92) Adam Peaty (57"63) Harriet Jones (58"66) Anna Hopkin (53"09)                                  | 3'43"30 | Q     |
| 2     | 1      | 6      | Italia        | Simone Sabbioni (54"25) Nicolò Martinenghi (58"11) Elena Di Liddo (57"89) Silvia Di Pietro (53"84)                   | 3'44"09 | Q     |
| 3     | 3      | 7      | Russia        | Grigorij Tarasevič (53"43) Danil Semyaninov (59"66) Svetlana Čimrova (57"37) Arina Surkova (54"63)                   | 3'45"09 | Q     |
| 4     | 2      | 6      | Paesi Bassi   | Ranomi Kromowidjojo (1'01"58) Arno Kamminga (58"31) Nyls Korstanje (52"52) Femke Heemskerk (52"85)                   | 3'45"26 | Q     |
| 5     | 3      | 4      | Francia       | Yohann Ndoye Brouard (53"64) Theo Bussiere (59"97) Marie Wattel (57"83) Assia Touati (54"95)                         | 3'46"39 | Q, WD |
| 6     | 3      | 1      | Polonia       | Alicja Tchórz (1'01"02) Jan Kozakiewicz (59"67) Jakub Majerski (51"11) Kornelia Fiedkiewicz (54"63)                  | 3'46"43 | Q     |
| 7     | 2      | 7      | Spagna        | Hugo González (53"00) Jessica Vall (1'07"31) Alberto Lozano (52"24) Lidón Muñoz (54"05)                              | 3'46"60 | Q     |
| 8     | 1      | 7      | Svizzera      | Thierry Bollin (55"34) Lisa Mamie (1'06"56) Noè Ponti (50"91) Maria Ugolkova (54"04)                                 | 3'46"85 | Q     |
| 9     | 1      | 5      | Bielorussia   | Viktar Staselovich (54"50) Il'ja Šymanovič (58"22) Anastasiya Kuliashova (59"05) Nastassia Karakouskaya (56"06)      | 3'47"83 | Q     |
| 10    | 2      | 0      | Svezia        | Gustav Hökfelt (55"15) Johannes Skagius (1'00"13) Sara Junevik (58"96) Michelle Coleman (53"74)                      | 3'47"98 |       |
| 11    | 3      | 2      | Danimarca     | Karoline Sørensen (1'02"40) Tobias Bjerg (58"98) Emilie Beckmann (58"04) Mathias Rysgaard (48"64)                    | 3'48"06 |       |
| 12    | 2      | 5      | Rep. Ceca     | Tomáš Franta (54"61) Matěj Zábojník (1'01"73) Barbora Janíčková (1'00"01) Barbora Seemanová (52"51)                  | 3'48"86 |       |
| 13    | 2      | 3      | Irlanda       | Shane Ryan (54"50) Darragh Greene (59"09) Ellen Walshe (1'00"18) Danielle Hill (55"31)                               | 3'49"08 |       |
| 14    | 2      | 8      | Grecia        | Evangelos Makrygiannis (54"88) Konstantinos Meretsolias (1'00"46) Anna Ntountounaki (57"58) Theodora Drakou (56"29)  | 3'49"21 |       |
| 15    | 1      | 1      | Germania      | Nadine Lämmler (1'02"70) Melvin Imoudu (1'00"67) Ramon Klenz (52"25) Julia Mrozinski (55"17)                         | 3'50"79 |       |
| 16    | 1      | 4      | Estonia       | Armin Evert Lelle (55"88) Eneli Jefimova (1'07"44) Alex Ahtiainen (52"72) Aleksa Gold (54"90)                        | 3'50"94 |       |
| 17    | 3      | 9      | Bulgaria      | Gabriela Georgieva (1'04"33) Lyubomir Epitropov (1'01"53) Josif Miladinov (51"48) Diana Petkova (54"80)              | 3'52"14 |       |
| 18    | 3      | 5      | Ungheria      | Richárd Bohus (54"87) Anna Sztankovics (1'08"08) Dóra Hatházi (1'00"62) Péter Holoda (48"64)                         | 3'52"21 |       |
| 19    | 1      | 2      | Austria       | Bernhard Reitshammer (55"10) Christopher Rothbauer (1'01"08) Lena Kreundl (1'00"71) Cornelia Pammer (55"88)          | 3'52"77 |       |
| 20    | 1      | 3      | Turchia       | Metin Aydın (56"42) Demirkan Demir (1'01"13) Nida Eliz Üstündağ (1'00"86) Selen Özbilen (55"98)                      | 3'54"39 |       |
| 21    | 2      | 9      | Norvegia      | Ingeborg Løyning (1'04"24) André Klippenberg Grindheim (1'00"18) Tomoe Zenimoto Hvas (52"75) Malene Rypestøl (57"29) | 3'54"46 |       |
| 22    | 2      | 1      | Moldavia      | Tatiana Salcuțan (1'02"63) Anastasia Basisto (1'08"52) Alexei Sancov (52"69) Constantin Malachi (50"91)              | 3'54"75 |       |
| 23    | 3      | 3      | Israele       | Michael Laitarovsky (55"46) Lea Polonsky (1'10"16) Tomer Frankel (53"44) Daria Golovaty (55"72)                      | 3'54"78 |       |
| 24    | 3      | 0      | Lituania      | Ugnė Mažutaitytė (1'03"87) Kotryna Teterevkova (1'08"84) Deividas Margevičius (52"42) Simonas Bilis (49"73)          | 3'54"86 |       |
| 25    | 2      | 4      | Slovacchia    | Tamara Potocká (1'04"23) Tomáš Klobučník (1'01"59) Zora Ripková (1'00"82) Matej Duša (49"23)                         | 3'55"87 |       |
| 26    | 3      | 6      | Lettonia      | Ģirts Feldbergs (56"46) Daniils Bobrovs (1'02"78) Arina Baikova (1'05"08) Gabriela Ņikitina (56"58)                  | 4'00"90 |       |
| 27    | 2      | 2      | Andorra       | Mónica Ramírez (1'06"01) Nàdia Tudó (1'14"91) Bernat Lomero (56"96) Tomàs Lomero (52"13)                             | 4'10"01 |       |

### Finale
La finale si è svolta alle ore 19:22.
| Class   | Corsia | Nazione       | Atleti | Tempo   | Note |
| ------- | ------ | ------------- | --- | ------- | ---- |
| Oro     | 4      | Gran Bretagna | Kathleen Dawson (58"43) Adam Peaty (57"13) James Guy (50"61) Anna Hopkin (52"65)                            | 3'38"82 |      |
| Argento | 6      | Paesi Bassi   | Kira Toussaint (59"59) Arno Kamminga (58"37) Nyls Korstanje (51"45) Femke Heemskerk (51"87)                 | 3'41"28 |      |
| Bronzo  | 5      | Italia        | Margherita Panziera (59"55) Nicolò Martinenghi (58"05) Elena Di Liddo (57"54) Alessandro Miressi (47"16)    | 3'42"30 |      |
| 4       | 3      | Russia        | Kliment Kolesnikov (52"09) Yuliya Yefimova (1'06"01) Andrej Minakov (51"64) Marija Kameneva (53"86)         | 3'43"60 |      |
| 5       | 1      | Svizzera      | Roman Mityukov (53"92) Lisa Mamie (1'07"21) Noè Ponti (50"98) Maria Ugolkova (54"05)                        | 3'46"16 |      |
| 6       | 8      | Bielorussia   | Viktar Staselovich (54"93) Il'ja Šymanovič (58"00) Anastasiya Kuliashova (58"91) Anastasija Škurdaj (54"98) | 3'46"82 |      |
| 7       | 2      | Polonia       | Kacper Stokowski (54"38) Jan Kalusowski (1'00"90) Paulina Peda (58"94) Katarzyna Wasick (54"80)             | 3'49"02 |      |
| 8       | 7      | Spagna        | Nicolás García (54"90) Jessica Vall (1'08"18) Alberto Lozano (52"39) Lidón Muñoz (54"43)                    | 3'49"90 |      |